# Mohammad Ali Fardin
Mohammed Ali Fardin (n. 7 aprilie 1930, Teheran, Iran – d. 6 aprilie 2000, Teheran, Iran) a fost un actor iranian.